# Boult-sur-Suippe
Boult-sur-Suippe is een gemeente in het Franse departement Marne (regio Grand Est). De plaats maakt deel uit van het arrondissement Reims. Boult-sur-Suippe telde op 1 januari 2022 1.793 inwoners.

## Geografie
De oppervlakte van Boult-sur-Suippe bedroeg op 1 januari 2022 19,75 vierkante kilometer; de bevolkingsdichtheid was toen 90,8 inwoners per km².

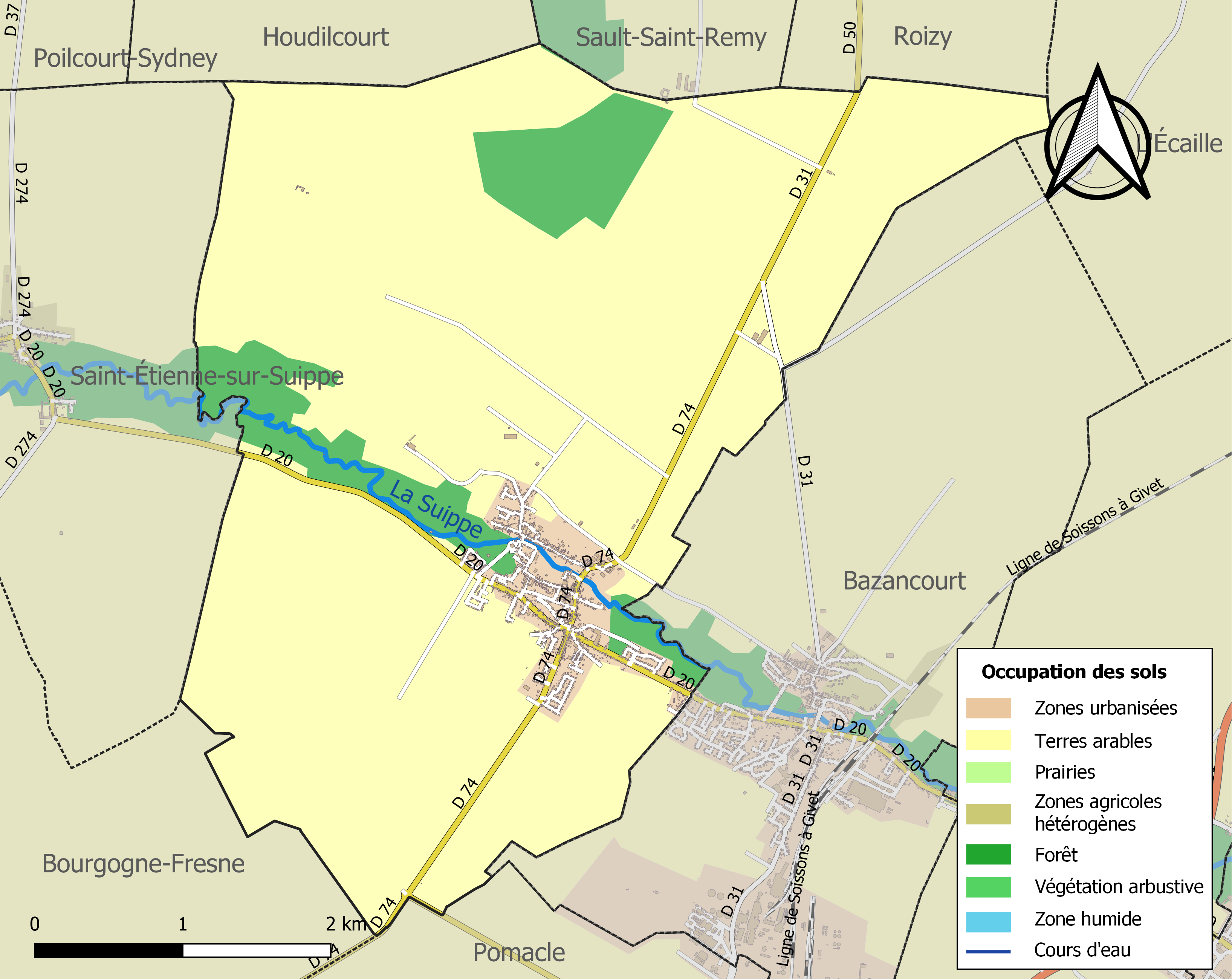
Kaart van de gemeente met de belangrijkste infrastructuur, bodemgebruik en omliggende gemeenten

## Demografie
Onderstaande figuur toont het verloop van het inwonertal (bron: INSEE-tellingen).